# Insinuación

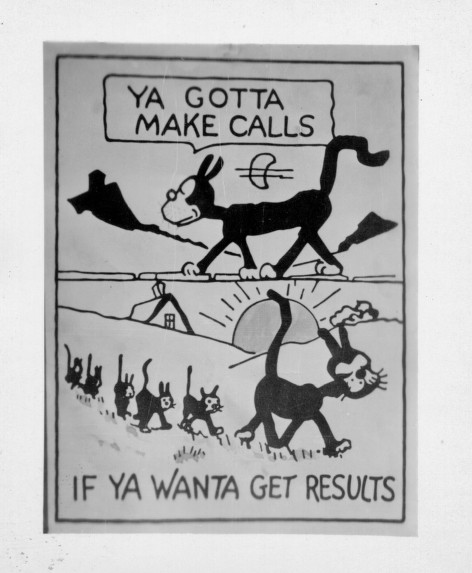
Animal Flyer (Tienes que hacer llamadas... si quieres obtener resultados).

Una insinuación es una invención sin fundamento de pensamientos o ideas. También puede ser un comentario o pregunta, por lo general despectivos, que trabajan oblicuamente por alusión. En este último sentido, la intención es a menudo insultar o acusar a alguien de tal manera que las palabras de uno, tomadas literalmente, sean inocentes.
De acuerdo con el Diccionario de aprendizaje avanzado de Oxford, una insinuación es "una observación indirecta sobre alguien o algo, usualmente sugiriendo algo malo, rudo o grosero; usando indicaciones como esta: insinuaciones sobre su vida privada o la canción está llena de insinuaciones sexuales." La palabra se utiliza a menudo para expresar desaprobación.
El término insinuación sexual ha adquirido un significado específico, es decir, que una "subida de tono" de doble sentido juega una posible interpretación sexual inocente pronunciándose de otra manera. Por ejemplo: "Tenemos que ir más profundo" puede ser visto como una solicitud de investigación sobre cualquier tema o una petición para profundizar en un orificio. Como alternativa, el cambio más sencillo de la pronunciación de una palabra en orden para que suene vulgar.
En el marco de la ley de difamación, una insinuación es el significado dado por la forma de las palabras denunciadas.